# صموئيل ووكر (سياسي)
صموئيل ووكر (بالإنجليزية: Samuel Walker)‏ هو سياسي أمريكي، ولد في 9 أكتوبر 1793 بإنجلترا في المملكة المتحدة، وتوفي في 11 ديسمبر 1860 في الولايات المتحدة.